# Gare d'Ellezelles
La gare d'Ellezelles, (en néerlandais : station Ellezelles), est une gare ferroviaire belge, fermée et désaffectée, des lignes 87, de Tournai à Bassilly et 82, section d'Y Slijpstraat à Ellezelles. Elle est située au village centre de la commune d'Ellezelles, dans la province de Hainaut en région wallonne.
Mise en service en 1882, elle est totalement fermée en 1963.
Il ne reste, de cette gare, que la cabine de signalisation. Les bâtiments principaux ont été détruits au début des années 2000.

## Situation ferroviaire
Établie à 92 mètres d'altitude, la gare d'Ellezelles est située au point kilométrique (PK) 35,9 de la ligne 87, de Tournai à Bassilly (fermée et désaffectée), entre les gares de Renaix (s'intercale la halte de Maryve) et de Flobecq (s'intercale les haltes de Flobecq-Planche et Rigaudye).
Gare de bifurcation, Ellezelles est également située au PK 17,9 de la ligne 82, section d'Y Slijpstraat à Ellezelles (fermée et désaffectée), après la gare de Flobecq-Bois (s'intercale les haltes de Queneau et Rigaudrye).

## Histoire
La gare d'Ellezelles est mise en service le 1er septembre 1882, lors de l'ouverture de l'exploitation, au service des voyageurs et des marchandises, de la section de Flobecq à Ellezelles.
La gare d'Ellezelles est fermée aux services des voyageurs et des marchandises le 16 avril 1963.

## Patrimoine ferroviaire
Le bâtiment voyageurs a disparu, il était encore visible en 1986. Seule une ancienne cabine de signalisation et la halle à marchandises sont présentes sur le site ; des jardins potagers ont été aménagés à côté de l'emplacement des voies,. Le réseau Ravel a été installé sur l'ancienne voie 87 (entre Renaix et Flobecq).

## Galerie de photographies

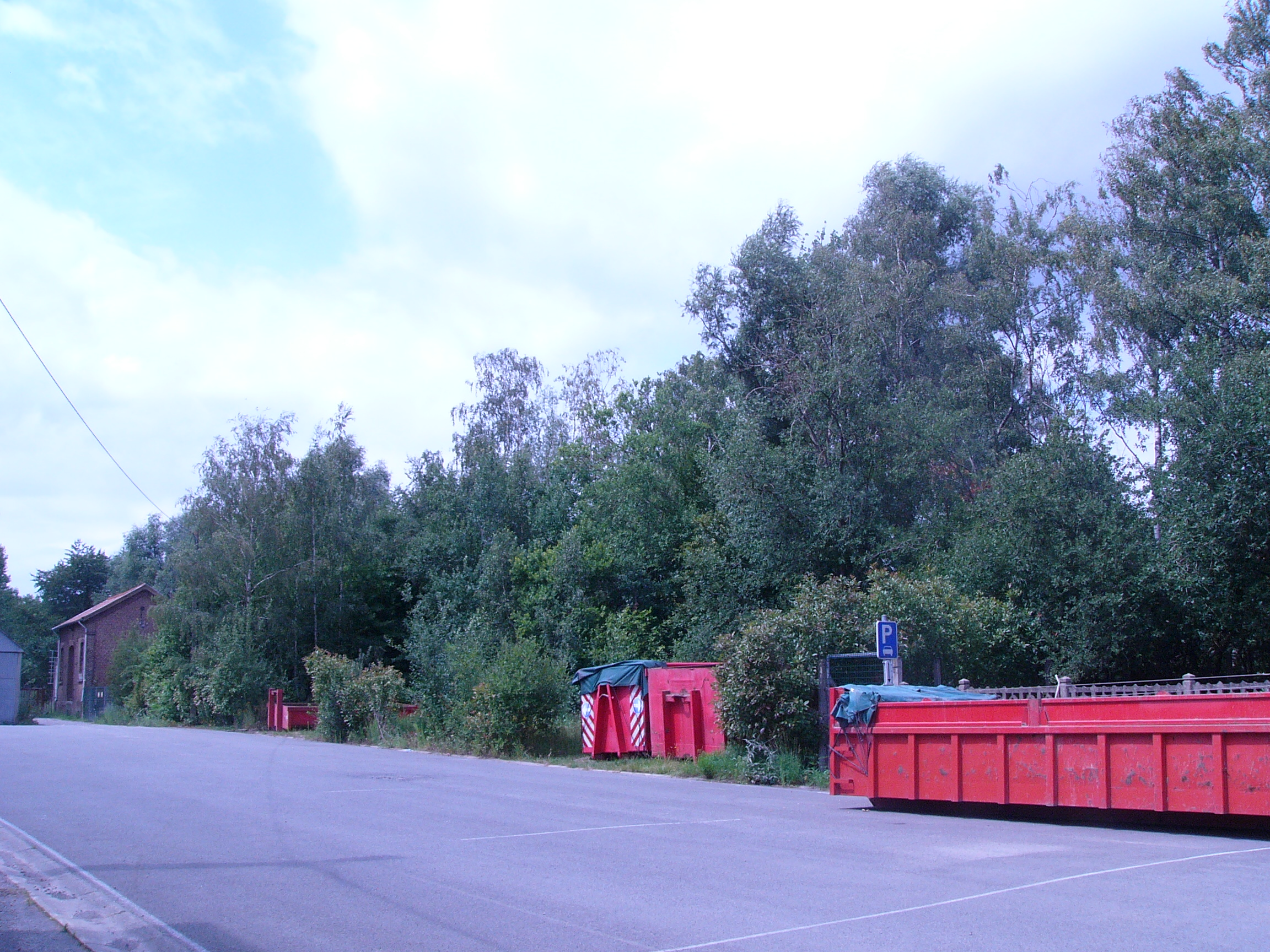
Emplacement de l'ancien bâtiment principal de la gare.
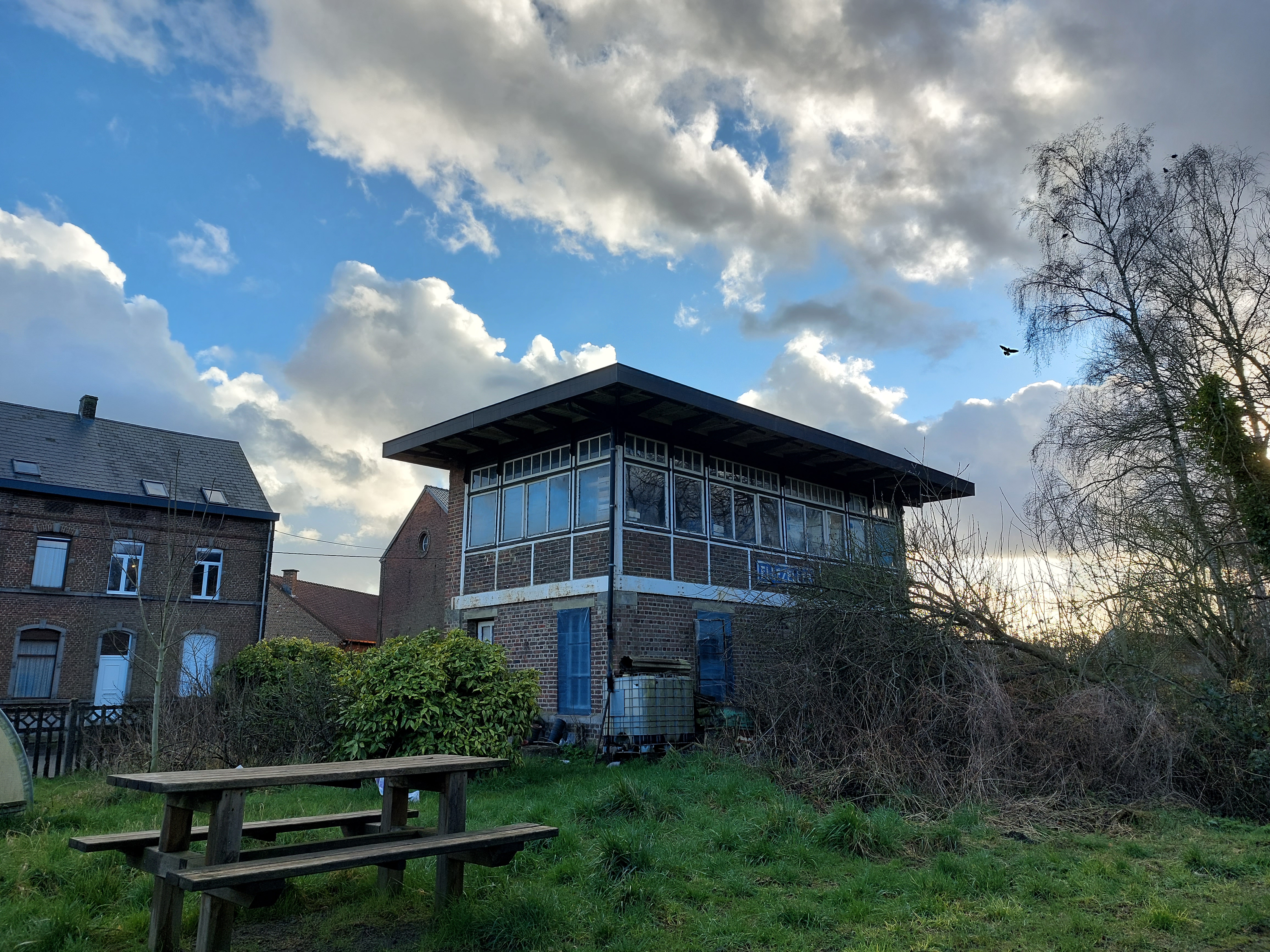
Ancienne cabine de signalisation.
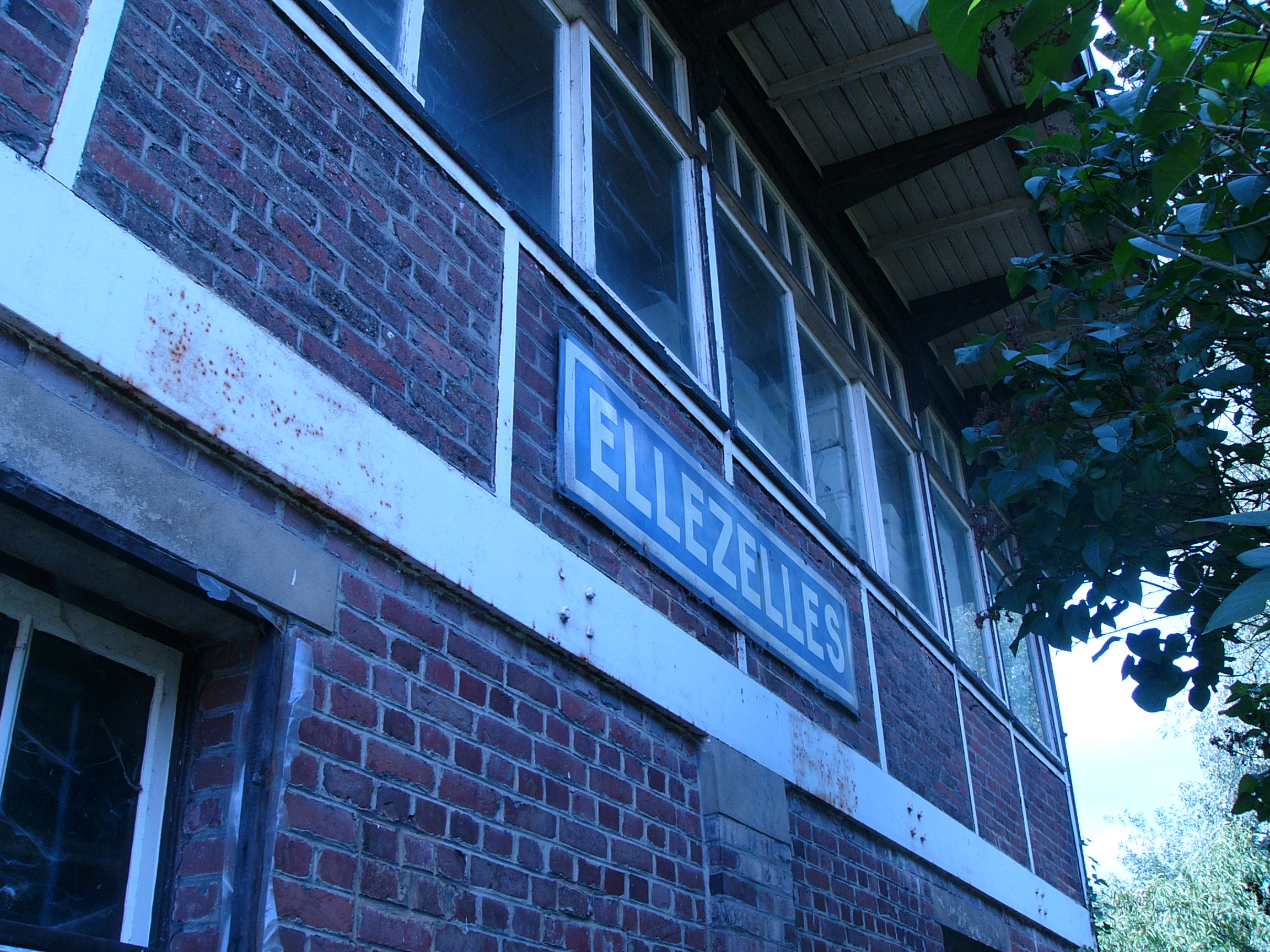
Ancienne plaque marquant la gare d'Ellezelles.

Modèle:Message galerie